# Japan Soccer League 1981
La stagione 1981 è stata la diciassettesima edizione della Japan Soccer League, massimo livello del campionato giapponese di calcio.

## Avvenimenti
Il torneo, avuto luogo tra il 5 aprile e il 22 novembre 1981, vide per la terza volta l'affermazione del Fujita Kogyo, che riuscì a prevalere sullo Yomiuri grazie ad una difesa che concesse sette reti alle squadre avversarie. Entrambe le squadre piazzatesi a fondo classifica retrocessero: ad accompagnare lo Yamaha Motors nella discesa in Division 2, fu il Nippon Steel, sconfitto ai play-off dal Nissan Motors.
Il secondo raggruppamento fu vinto dal Nippon Kokan, grazie alla miglior differenza reti sulla seconda; sul fondo il Kofu Club si salvò per la seconda volta consecutiva ai playoff, rendendo il Nagoya Club unica squadra a discendere in Japan Regional League.

## Squadre

### Allenatori
Division 1
| Club              | Allenatore          |
| ----------------- | ------------------- |
| Fujita Kogyo      | Tsutomu Nakamura    |
| Furukawa Electric | Masao Uchino        |
| Hitachi           | Mutsuhiko Nomura    |
| Honda             | Katsuyoshi Kuwahara |
| Mazda             | Akio Nomura         |
| Mitsubishi HI     | Kenzō Yokoyama      |
| Nippon Steel      | Hisao Kami          |
| Yamaha Motors     | Ryūichi Sugiyama    |
| Yanmar Diesel     | Kunishige Kamamoto  |
| Yomiuri           | Ryōichi Aikawa      |

Division 2
| Club            | Allenatore      |
| --------------- | --------------- |
| Fujitsu         | Shigeo Yaegashi |
| Kofu Club       | Kenji Tahara    |
| Nagoya Club     | sconosciuto     |
| Nippon Kokan    | Susumi Chida    |
| Nissan Motors   | Shū Kamo        |
| Sumitomo Metals | Shunji Nakamura |
| Tanabe Pharma   | sconosciuto     |
| Teijin          | sconosciuto     |
| Toshiba         | Tadao Ōnishi    |
| Toyota Motors   | Kenji Soga      |

## Classifiche finali

### JSL Division 1
|                     | Pos. | Squadra           | Pt | G  | V  | N | P  | GF | GS | DR  |
| ------------------- | ---- | ----------------- | -- | -- | -- | - | -- | -- | -- | --- |
| Giappone (bandiera) | 1.   | Fujita Kogyo      | 27 | 18 | 11 | 5 | 2  | 24 | 7  | +17 |
|                     | 2.   | Yomiuri           | 25 | 18 | 8  | 9 | 1  | 32 | 16 | +16 |
|                     | 3.   | Mitsubishi HI     | 24 | 18 | 10 | 4 | 4  | 24 | 16 | +8  |
|                     | 4.   | Yanmar Diesel     | 22 | 18 | 7  | 8 | 3  | 21 | 15 | +6  |
|                     | 5.   | Furukawa Electric | 21 | 18 | 7  | 7 | 4  | 28 | 23 | +5  |
|                     | 6.   | Honda             | 14 | 18 | 5  | 4 | 9  | 23 | 28 | -5  |
|                     | 7.   | Hitachi           | 13 | 18 | 5  | 3 | 10 | 22 | 27 | -5  |
|                     | 8.   | Mazda             | 13 | 18 | 4  | 5 | 9  | 15 | 27 | -12 |
|                     | 9.   | Nippon Steel      | 11 | 18 | 3  | 5 | 10 | 14 | 27 | -13 |
|                     | 10.  | Yamaha Motors     | 10 | 18 | 2  | 6 | 10 | 11 | 28 | -17 |

Legenda:

      Campione del Giappone

      Retrocessa in Japan Soccer League Division 2 1982

Note:
Due punti a vittoria, uno a pareggio, uno a sconfitta.

### JSL Division 2
|  | Pos. | Squadra         | Pt | G  | V  | N | P  | GF | GS | DR  |
|  | ---- | --------------- | -- | -- | -- | - | -- | -- | -- | --- |
|  | 1.   | Nippon Kokan    | 26 | 18 | 11 | 4 | 3  | 42 | 22 | +20 |
|  | 2.   | Nissan Motors   | 26 | 18 | 11 | 4 | 3  | 31 | 16 | +15 |
|  | 3.   | Toshiba         | 25 | 18 | 12 | 1 | 5  | 46 | 21 | +25 |
|  | 4.   | Tanabe Pharma   | 22 | 18 | 9  | 4 | 5  | 35 | 11 | +24 |
|  | 5.   | Fujitsu         | 21 | 18 | 10 | 1 | 7  | 31 | 27 | +4  |
|  | 6.   | Toyota Motors   | 16 | 18 | 6  | 4 | 8  | 33 | 30 | +3  |
|  | 7.   | Sumitomo Metals | 15 | 18 | 7  | 1 | 10 | 32 | 31 | +1  |
|  | 8.   | Teijin          | 14 | 18 | 5  | 4 | 9  | 23 | 34 | -11 |
|  | 9.   | Kofu Club       | 10 | 18 | 4  | 2 | 12 | 18 | 42 | -24 |
|  | 10.  | Nagoya Club     | 5  | 18 | 2  | 1 | 15 | 16 | 72 | -56 |

Legenda:

      Promossa in Japan Soccer League Division 1 1982

      Retrocessa in Japan Regional League 1982

Note:
Due punti a vittoria, uno a pareggio, zero a sconfitta.
Il Nippon Kokan ottiene la promozione diretta in virtù di una miglior differenza reti rispetto a quella del Nissan Motors

## Risultati

### Spareggi promozione/salvezza
|               |     |               | Città e data                |
| ------------- | --- | ------------- | --------------------------- |
| Nippon Steel  | 0-3 | Nissan Motors | Kitakyūshū, 5 dicembre 1981 |
|               |     |               |                             |
| Nissan Motors | 2-1 | Nippon Steel  | Tokyo, 12 dicembre 1981     |

### Play-off interdivisionali
|             |     |             | Città e data            |
| ----------- | --- | ----------- | ----------------------- |
| Kofu Club   | 1-0 | NTTPC Kinki | Kōfu, 6 dicembre 1981   |
|             |     |             |                         |
| NTTPC Kinki | 1-4 | Kofu Club   | Kyoto, 13 dicembre 1981 |

## Statistiche

### Primati stagionali
| Record della Division 1 - Maggior numero di vittorie: Fujita Kogyo (11) - Minor numero di sconfitte: Yomiuri (1) - Miglior attacco: Yomiuri (32) - Miglior difesa: Fujita Kogyo (7) - Miglior differenza reti': Fujita Kogyo (+17) - Maggior numero di pareggi: Yomiuri (9) - Minor numero di pareggi: Hitachi (3) - Maggior numero di sconfitte: Hitachi, Nippon Steel e Yamaha Motors (10) - Minor numero di vittorie: Yamaha Motors (2) - Peggior attacco: Yamaha Motors (11) - Peggior difesa: Honda e Nissan Motors (28) - Peggior differenza reti: Yamaha Motors (-17) | Record della Division 2 - Maggior numero di vittorie: Toshiba (12) - Minor numero di sconfitte: Nippon Kokan e Nissan Motors (3) - Miglior attacco: Toshiba (46) - Miglior difesa: Tanabe Pharma (11) - Miglior differenza reti: Toshiba (+25) - Maggior numero di pareggi: Nippon Kokan, Nissan Motors, Tanabe Pharma, Toyota Motors e Teijin (4) - Minor numero di pareggi: Toshiba, Fujitsu, Sumitomo, Nagoya Club (1) - Maggior numero di sconfitte: Nagoya Club (15) - Minor numero di vittorie: Nagoya Club (2) - Peggior attacco: Nagoya Club (16) - Peggior difesa: Nagoya Club (72) - Peggior differenza reti: Nagoya Club (-56) |

### Classifica marcatori
| Gol |  |  | Giocatore          | Squadra           |
| --- |  |  | ------------------ | ----------------- |
| 14  |  |  | Hiroshi Yoshida    | Furukawa Electric |
| 11  |  |  | Kunishige Kamamoto | Yanmar Diesel     |
| 10  |  |  | George Yonashiro   | Yomiuri           |
| 8   |  |  | Niroyuki Enoki     | Honda             |
| 8   |  |  | Hiroyuki Usui      | Hitachi           |

| Gol |  |  | Giocatore      | Squadra |
| --- |  |  | -------------- | ------- |
| 18  |  |  | Kazutaka Oishi | Toshiba |